# Hanworth (Norfolk)
Hanworth ist ein Dorf und eine Verwaltungseinheit im District North Norfolk in der Grafschaft Norfolk, England. Hanworth ist 27,3 km von Norwich entfernt. Im Jahr 2011 hatte es 169 Einwohner. Hanworth wurde 1086 im Domesday Book als Hagan(a)worda erwähnt.

## Persönlichkeiten
- Charles Rudd (1844–1916), Gold- und Diamantenmagnat